# Stefan Pietrusiński
Stefan Pietrusiński ps. „Rysiek” (ur. 2 września 1929 w Goszczynie, zm. 15 kwietnia 1953 w Warszawie) – działacz konspiracji powojennej w okresie Polski Ludowej, oskarżony i skazany przez władze komunistyczne Polski Ludowej na karę śmierci. Kawaler Krzyża Wielkiego Orderu Odrodzenia Polski.

## Życiorys

### Młodość
Był synem Aleksandra i Heleny z Dzwonków. Ukończył gimnazjum w Goszczynie. Był członkiem ZHP.
W latach 1947–1949 był nauczycielem w szkołach powszechnych w pow. grójeckim, najpierw (październik 1947– czerwiec 1948) w Suchostrudze, potem (wrzesień 1948 – czerwiec 1949) w Olszanach. Po powołaniu do wojska (w listopadzie 1950) służył w jednostce w Siedlcach, później był pisarzem w kancelarii ogólnej Głównej Kontroli Wojskowej Ministerstwa Obrony Narodowej.

### Działalność konspiracyjna
Od wiosny 1948 Stefan Pietrusiński współtworzył struktury konspiracyjnej organizacji niepodległościowej OK PSL (Obrona Konspiracyjna Polskiego Stronnictwa Ludowego), założonej przez Henryka Bąka, wówczas ucznia liceum. W początkowym okresie należeli do niej jeszcze ich koledzy: Herman Dąbrowski, Czesław Owczarek i Henryk Kosut. Z czasem, w 1950, przekształciła się ona w Polską Szturmówkę Chłopską (dzielącą się na grupę agitacyjną – odpowiedzialną za działalność polityczną, i bojową – podejmującą działalność militarną) która w szczytowej fazie rozwoju liczyła 500 członków i miała swoje komórki poza woj. warszawskim, także m.in. w Świętokrzyskim i we Wrocławiu. Była ona organizacją o charakterze propagandowym i militarnym, całkowicie niezależną od działających w podziemiu struktur niepodległościowych czy emigracyjnych partii politycznych. Jej celem było przeciwdziałanie tworzeniu spółdzielni produkcyjnych na wsi, a także „walka z komunizmem i obecnym ustrojem Polski Ludowej w postaci wrogiej agitacji wśród chłopów skierowanej przeciwko władzy ludowej”. Początkowo działalność ograniczona była do wydawania i kolportowania odezw i ulotek oraz bezpośrednich rozmów z chłopami na temat zagrożeń związanych z wprowadzaniem nowego ustroju, działalnością partii komunistycznej i kolektywizacją wsi. Zbierano też dane o szczególnie gorliwych komunistach i milicjantach, podejmowano akcje rozbrajania posterunków MO.
Stefan Pietrusiński został prezesem jednego z podokręgów organizacji (obejmującego gminę błędowską) i zastępcą Henryka Bąka.
Działalność konspiracyjną prowadził także w czasie pracy w MON, m.in. pozyskując nowych członków do organizacji, co było realizacją akcji PSCh o kryptonimie „O.W.” („opanowanie wojska”) która miała polegać na wstępowaniu do wojska i prowadzeniu wśród żołnierzy akcji propagandowej oraz ich werbowaniu do konspiracji celem przygotowania przyszłego powstania zbrojnego.

### Aresztowanie, wyrok i śmierć
Na przełomie zimy i wiosny 1952, kiedy było już pewne, że akcja „O.W.” nie ma szans powodzenia, bo rozpoczęty w 1950 konflikt koreański nie przerodzi się w III wojnę światową, Henryk Bąk rozpoczął przygotowania do rozwiązania organizacji. Nakazał zaprzestanie działalności agitacyjnej w wojsku oraz pozbycie się zgromadzonej broni. Jednakże w tym samym czasie UB rozpoczęło likwidację Polskiej Szturmówki Chłopskiej, rozpracowanej w wyniku prowokacji, zorganizowanej przez Wydział IV Wojewódzkiego Urzędu Bezpieczeństwa Publicznego w Warszawie. Od końca kwietnia do połowy maja 1952 trwały masowe aresztowania – do więzienia trafiło ponad 115 członków tej organizacji, w tym jej pomysłodawca – Henryk Bąk.
Stefan Pietrusiński, jako żołnierz, został aresztowany przez Informację Wojskową 9 lub 15 maja 1952.
W procesach politycznych zapadły surowe wyroki na członków PSCh, choć większość z nich nie ukończyła 30 lat i często ich udział w konspiracji ograniczał się jedynie do złożenia przysięgi i obrania pseudonimu, to Wojskowy Sąd Rejonowy w Warszawie uznał, że była to organizacja szczególnie niebezpieczna, gdyż liczyła dużą liczbę członków, posiadała znaczną ilość broni palnej i w szybkim tempie rozrastała się, a także prowadziła szeroką „działalność propagandową przeciwko kolektywizacji wsi i godziła w podstawy sojuszu robotniczo-chłopskiego”. Na kary więzienia od 2 do 15 lat skazano 62 osoby.
Stefana Pietrusińskiego Wojskowy Sąd Okręgowy I w Warszawie 6 września 1952 skazał na karę śmierci. Wraz z nim na śmierć skazano kpr. Hermana Dąbrowskiego (karę zamieniono później na 15 lat pozbawienia wolności), a na kary od 5 do 9 lat pozbawienia wolności – jeszcze ośmiu żołnierzy. Henryk Bąk, który za kierowanie organizacją skazany został na czterokrotną karę śmierci (później zamieniono mu wyrok na dożywocie), zeznawał w tym procesie jako świadek. Ponadto na karę śmierci skazano jeszcze Wacława Młodzianko.
Karę śmierci wykonano jedynie na Stefanie Pietrusińskim 15 kwietnia 1953 w więzieniu mokotowskim na Rakowieckiej, zdaniem historyka PSCh „z racji odbywania przez niego czynnej służby wojskowej i przekazywania Bąkowi danych «z terenu Ministerstwa Obrony Narodowej dot. rozmieszczenia i stanu liczebnego jednostek WKR i inne, stanowiące tajemnicę wojskową»”.
Rodzina o egzekucji nie została poinformowana i jeszcze 28 sierpnia 1953 jego matka napisała list z prośbą o ułaskawienie do przewodniczącego Rady Państwa Bolesława Bieruta (pisownia oryginalna):
„Uprzejmie proszę Pana Przewodniczącego Rady Ministrów o wyjaśnienie mi wyroku i gdzie się znajduje mój syn. Ja matka mam 60 lat i chora jestem 5 lat, o wieści aresztowania syna skótki mojej choroby się pogorszyły. Bo na wspomnienie więzienia, jestem matką która ubolewa bardzo o syna którego chowałam 21 rok. (…) co się stało od chwili przyjścia do wojska nic nie wiem”.
O straceniu syna dowiedziała się dopiero 16 października 1953 po otrzymaniu odpowiedzi na swoje pismo.

## Upamiętnienie
Pośmiertnie, postanowieniem prezydenta Lecha Kaczyńskiego z 14 listopada 2008, za wybitne zasługi dla niepodległości Rzeczypospolitej Polskiej, za działalność na rzecz przemian demokratycznych w kraju, został odznaczony Krzyżem Wielkim Orderu Odrodzenia Polski. Order został przekazany rodzinie Stefana Pietrusińskiego 14 grudnia 2008 w Kościele św. Józefa Oblubieńca NMP na Kole w Warszawie podczas uroczystości odsłonięcia i poświęcenia tablicy pamiątkowej upamiętniającej osobę Henryka Bąka, przywódcę Polskiej Szturmówki Chłopskiej w latach 1948-1952 i jego podwładnych
W latach 70. XX w. Henryk Bąk z kilkoma kolegami z PSCh postawili na cmentarzu parafialnym w Przybyszewie pamiątkowy obelisk ku czci Stefana Pietrusińskiego.